# مهرجان جوبا السينمائي
يوفر مهرجان جوبا السينمائي منصة لصانعي الأفلام المحليين الشباب الذين لديهم الفرصة للتفاعل ومشاركة تجاربهم في عالم التنوع والتغيير مما يحدث فرقًا في تطوير جنوب السودان بشكل أفضل ومعدل.

## التاريخ
بحسب راديو تمازج،  سيُصطحب مؤسس ومخرج مهرجان جوبا السينمائي في رحلة إلى ألمانيا لمشاهدة التصوير السينمائي للناس هناك والمشاركة في تغيير المكانة الحالية لمهرجان السينما في جنوب السودان. ويشارك المشاركون الآخرون من 25 دولة أخرى أيضًا كجزء من المعرض، ويقومون بإجراء التغييرات اللازمة على بلدانهم الأصلية.

### أصل
سُجلت قصة أصل وبداية مهرجان جوبا السينمائي وطُرحت لتتناول مختلف الأطراف المهتمة لأنها تضمنت الكثير من العمل والاتصالات. وبحسب موقع آي راديو، عُرض الشرح التفصيلي للمهرجان للجمهور. 

### التمويل
حصل المهرجان على تمويل من وزارة الخارجية الألمانية بهدف بناء التواصل وجعل المهرجان برنامجًا راسخًا ومتعدد الحضور على المستوى الوطني.

### النسخة الأولى
في جوبا عاصمة جنوب السودان عصر اليوم الإثنين 4 يوليو 2016 مهرجان جوبا السينمائي بنسخته الأولى كأبر حدث في تاريخ الدولة الحديثة،، بمشاركة أكثر من 40 فيلم (روائي - وثائقي).
حضر المهرجان المئات من الشباب والشابات المهتمين بالفن مع وجود نوعي لبعض أفراد البعثات الدبلوماسية بجنوب السودان، وأEقيمت جميع عروض الأفلام في كل من مركز نياكرون الثقافي ومركز الشباب بحي نيم.